# Norges-la-Ville
Norges-la-Ville est une commune française située dans le département de la Côte-d'Or, en région Bourgogne-Franche-Comté.

## Géographie
Au nord de Dijon (environ 10 km), Norges-la-Ville se situe dans le canton de Fontaine-lès-Dijon, à l'est des montagnes dijonnaises. C'est à Norges-la-Ville que naît la rivière la Norges.

### Climat
Pour des articles plus généraux, voir Climat de la Bourgogne-Franche-Comté et Climat de la Côte-d'Or.
En 2010, le climat de la commune est de type climat océanique dégradé des plaines du Centre et du Nord, selon une étude du Centre national de la recherche scientifique s'appuyant sur une série de données couvrant la période 1971-2000. En 2020, Météo-France publie une typologie des climats de la France métropolitaine dans laquelle la commune est exposée à un climat océanique altéré et est dans la région climatique  Bourgogne, vallée de la Saône, caractérisée par un bon ensoleillement (1 900 h/an), un été chaud (18,5 °C), un air sec au printemps et en été et des vents faibles. 
Pour la période 1971-2000, la température annuelle moyenne est de 10,4 °C, avec une amplitude thermique annuelle de 17,3 °C. Le cumul annuel moyen de précipitations est de 811 mm, avec 11,6 jours de précipitations en janvier et 7,9 jours en juillet. Pour la période 1991-2020, la température moyenne annuelle observée sur la station météorologique de Météo-France la plus proche, « Dijon Toison », sur la commune de Dijon à 10 km à vol d'oiseau, est de 11,5 °C et le cumul annuel moyen de précipitations est de 771,8 mm,. Pour l'avenir, les paramètres climatiques de la commune estimés pour 2050 selon différents scénarios d'émission de gaz à effet de serre sont consultables sur un site dédié publié par Météo-France en novembre 2022.

## Urbanisme

### Typologie
Au 1er janvier 2024, Norges-la-Ville est catégorisée bourg rural, selon la nouvelle grille communale de densité à 7 niveaux définie par l'Insee en 2022.
Elle appartient à l'unité urbaine de Saint-Julien, une agglomération intra-départementale dont elle est ville-centre,. Par ailleurs la commune fait partie de l'aire d'attraction de Dijon, dont elle est une commune de la couronne,. Cette aire, qui regroupe 333 communes, est catégorisée dans les aires de 200 000 à moins de 700 000 habitants,.

### Occupation des sols
L'occupation des sols de la commune, telle qu'elle ressort de la base de données européenne d’occupation biophysique des sols Corine Land Cover (CLC), est marquée par l'importance des territoires agricoles (69,3 % en 2018), en augmentation par rapport à 1990 (68,4 %). La répartition détaillée en 2018 est la suivante : terres arables (64,6 %), forêts (19,8 %), espaces verts artificialisés, non agricoles (7,2 %), zones urbanisées (3,7 %), prairies (2,5 %), zones agricoles hétérogènes (2,2 %). L'évolution de l’occupation des sols de la commune et de ses infrastructures peut être observée sur les différentes représentations cartographiques du territoire : la carte de Cassini (XVIIIe siècle), la carte d'état-major (1820-1866) et les cartes ou photos aériennes de l'IGN pour la période actuelle (1950 à aujourd'hui).

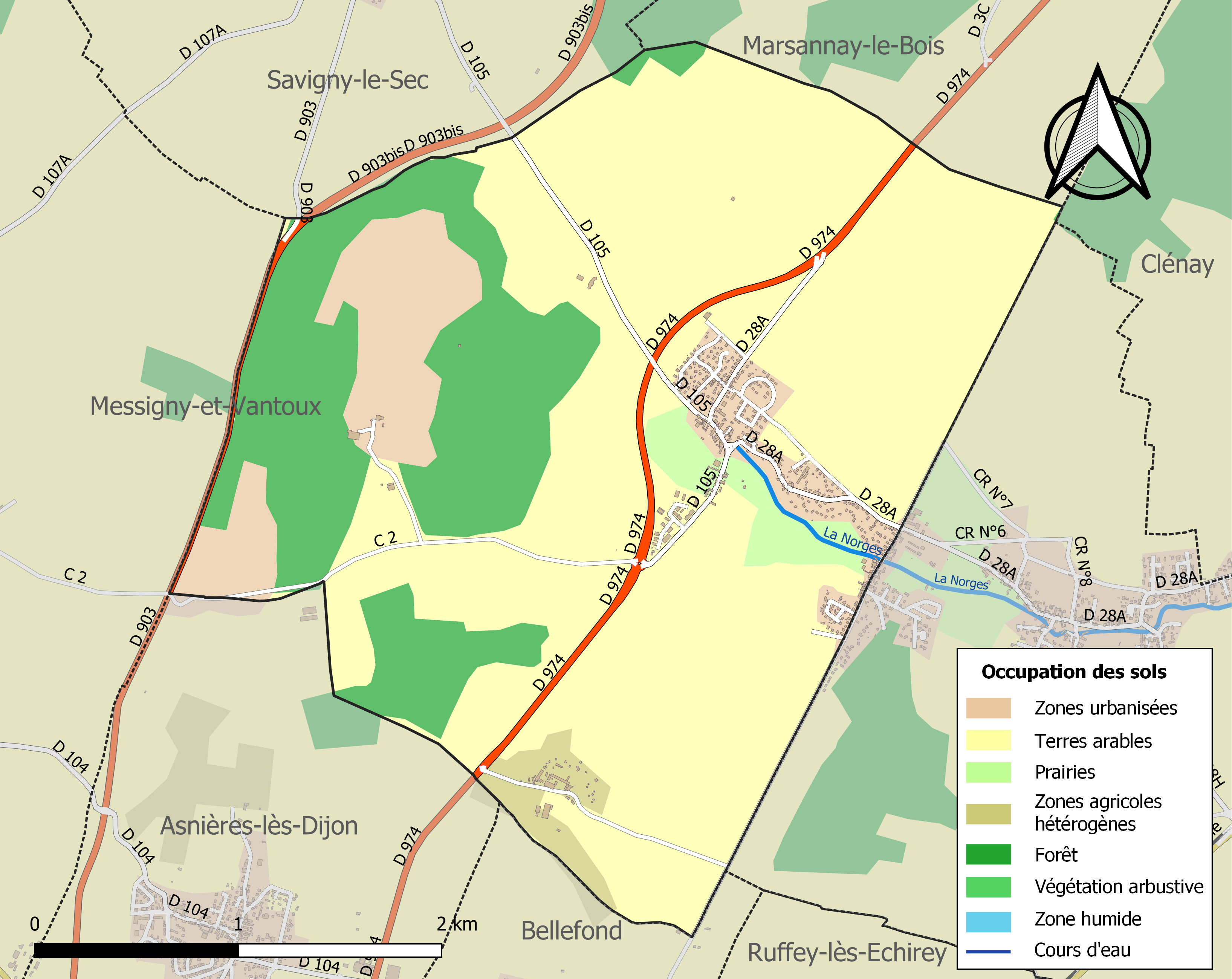
Carte des infrastructures et de l'occupation des sols de la commune en 2018 (CLC).

## Histoire
Le nom du village vient de celui de la rivière : Norvia, nom de lieu humide d'origine prégauloise a donné Norgia puis Norges. Vraisemblablement à l'origine du hameau de Norges-le-Bas, un gué permettait à la voie romaine qui reliait Lyon à Trèves de traverser la Norges. Sur la voie Agrippa apparaissent quatre structures de forme circulaire pour certaines et quadrangulaire pour les autres. Elles sont visibles dans deux enceintes jointives sur les photos aériennes prises le 24 mai 1991.
Le village de Norges-la-Ville s'est développé sur le ressaut rocheux situé au-dessus de la source de la Norges, mettant les habitations à l'abri des inondations et cela dès le VIe siècle, comme l'atteste la découverte d'un sarcophage mérovingien contre le mur de l'église.
Du VIIIe siècle au XIe siècle, diverses donations prouvent l'existence de deux villages (Norges-le-Bas et Norges-le-Haut) ainsi que d'un hameau aujourd'hui disparu situé entre Norges-le-Bas et Bellefond. Les deux parties du village s'étiraient chacune le long d'une route.
Si la voie romaine eut son heure de gloire avec l'installation au XIIIe siècle de la commanderie des Antonins protégée par les ducs de Bourgogne, elle fut abandonnée vers 1730 ; cette commanderie avait été fondée le 8 mai 1200, par Gérard, seigneur ou damoiseau de Norges, fils de Bernard comte de Changey. L'animation se déplaça à Norges-le-Haut avec la création d'un relais de poste. Malheureusement le phylloxéra et la Première Guerre mondiale ruinèrent ce village de vignerons qui devint essentiellement résidentiel avec l'arrivée de l'eau courante en 1962.
De nouvelles habitations réunirent les deux Norges, auxquels la dérivation de la route nationale 74 redonna calme et tranquillité.

## Politique et administration
| Période                                  | Période    | Identité         | Étiquette | Qualité |
| ---------------------------------------- | ---------- | ---------------- | --------- | ------- |
| avant 1981                               | ?          | Raymond Moreau   |           |         |
| mars 2001                                | mars 2008  | Christian Raëdle |           |         |
| mars 2008                                | avril 2012 | Emmanuel Clochet |           |         |
| juin 2012                                | mars 2014  | Guy Brebouillet  |           |         |
| juin 2014                                | mars 2020  | Maurice Chebion  |           |         |
| 2020                                     | En cours   | Mailler Denis    |           |         |
| Les données manquantes sont à compléter. |            |                  |           |         |

## Démographie
L'évolution du nombre d'habitants est connue à travers les recensements de la population effectués dans la commune depuis 1793. Pour les communes de moins de 10 000 habitants, une enquête de recensement portant sur toute la population est réalisée tous les cinq ans, les populations de référence des années intermédiaires étant quant à elles estimées par interpolation ou extrapolation. Pour la commune, le premier recensement exhaustif entrant dans le cadre du nouveau dispositif a été réalisé en 2005.

En 2022, la commune comptait 946 habitants, en évolution de −0,84 % par rapport à 2016 (Côte-d'Or : +0,82 %, France hors Mayotte : +2,11 %).
| 1793 | 1800 | 1806 | 1821 | 1831 | 1836 | 1841 | 1846 | 1851 |
| ---- | ---- | ---- | ---- | ---- | ---- | ---- | ---- | ---- |
| 238  | 202  | 226  | 190  | 200  | 235  | 233  | 249  | 215  |

| 1856 | 1861 | 1866 | 1872 | 1876 | 1881 | 1886 | 1891 | 1896 |
| ---- | ---- | ---- | ---- | ---- | ---- | ---- | ---- | ---- |
| 232  | 241  | 241  | 234  | 279  | 234  | 230  | 209  | 190  |

| 1901 | 1906 | 1911 | 1921 | 1926 | 1931 | 1936 | 1946 | 1954 |
| ---- | ---- | ---- | ---- | ---- | ---- | ---- | ---- | ---- |
| 184  | 189  | 193  | 165  | 158  | 157  | 142  | 163  | 165  |

| 1962 | 1968 | 1975 | 1982 | 1990 | 1999 | 2005 | 2006 | 2010 |
| ---- | ---- | ---- | ---- | ---- | ---- | ---- | ---- | ---- |
| 203  | 224  | 424  | 554  | 605  | 839  | 914  | 918  | 869  |

| 2015 | 2020 | 2022 | - | - | - | - | - | - |
| ---- | ---- | ---- | - | - | - | - | - | - |
| 940  | 948  | 946  | - | - | - | - | - | - |

## Vie locale

### Sports
- Golf Jacques-Laffite Dijon-Bourgogne[19]
- AS du Golf Dijon Bourgogne
- Tennis Club Norges
- Club de Tir de Sport et de Loisirs de Norges
- Association des Joggers du Val de Norges

### Associations
- Norges-Spectacles
- Norges-Animation
- Association Saint-Vallier
- Courlis de la Norges
- Une communauté Emmaüs est présente sur la commune. Une statue de l'abbé Pierre est installée près de la mairie entre 2013 et 2024[20].

## Culture locale et patrimoine

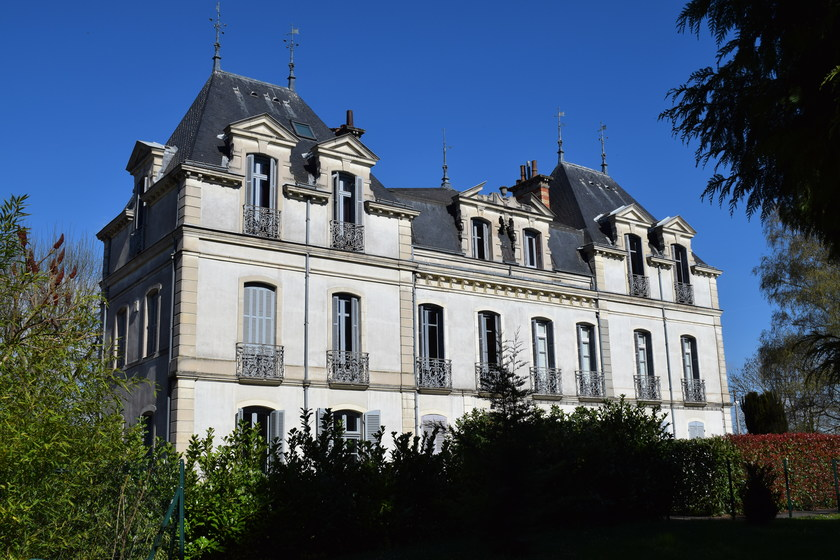
Château de la Commanderie.

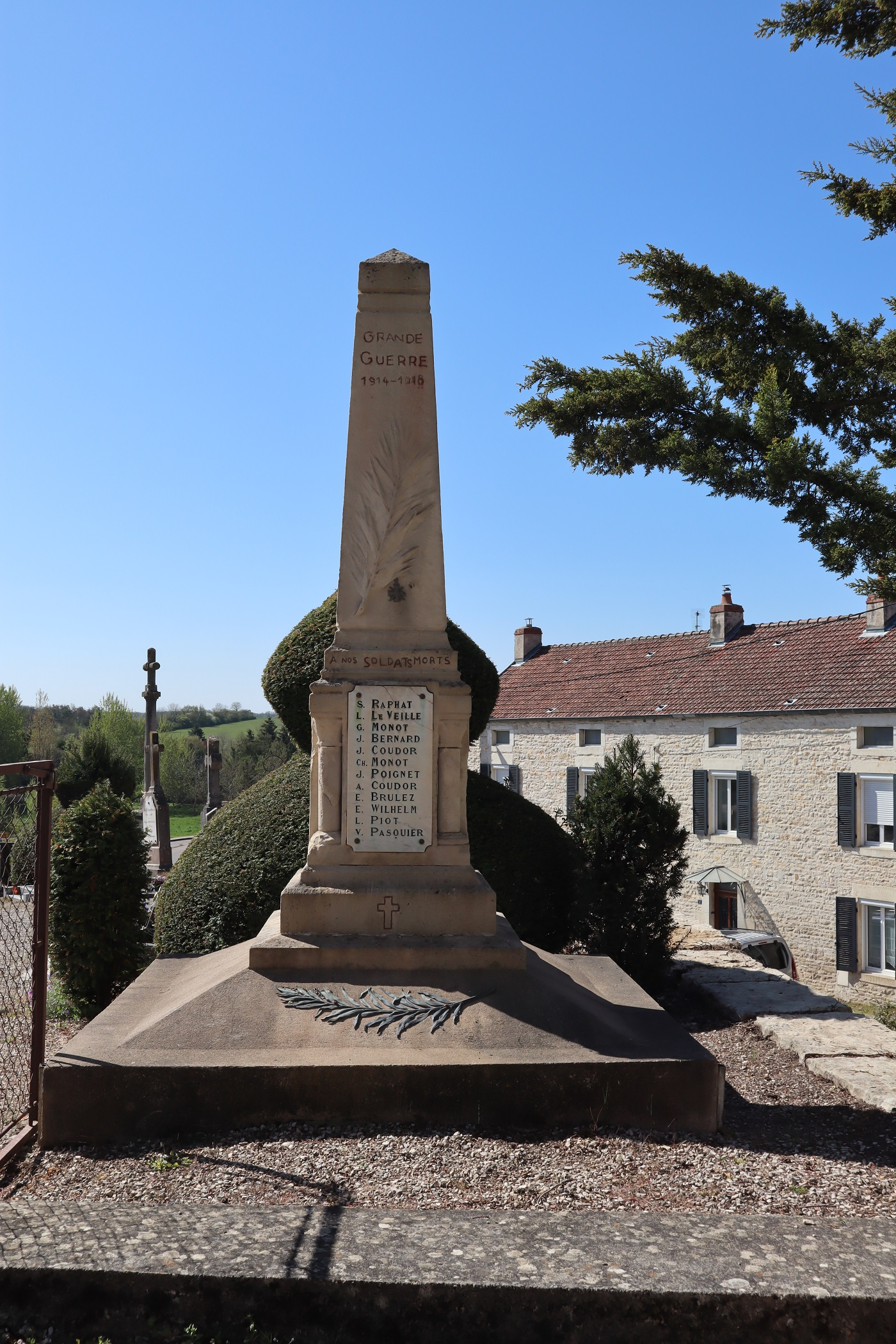
Monument aux morts.

### Lieux et monuments
- Église Saint-Vallier, datant du IXe siècle.
- Source de la Norges.
- Complexe communal (salle des fêtes, mairie, bibliothèque).
- Monument aux morts (guerres 1914-1918 et 1939-1945).
- Bois de Norges, où se situe la grotte Malpertuis.
- Le château de la Commanderie, datant du XVIIe siècle.
- Le lavoir de la source.

### Héraldique
| Blason | Blasonnement : D'azur au chevron d'argent accompagné en chef de deux roses d'or et en pointe d'un tau de même. |